# Дифил
Дифил (грчки: Διφιλος), из Синопе, био је песник нове атичке комедије.

## Биографија
Био је Менандров савременик (342–291. п.н.е.). Често се наводи заједно са Менандром и Филемоном, који се сматрају тројицом највећих песника Нове комедије. Победио је најмање три пута на Ленеји, чиме је укупно био трећи по броју победа, иза Филемона и Менандра. Иако је већина његових драма написана и играна у Атини, умро је у Смирни. Његово тело је враћено и сахрањено у Атини.
Према Атенеју, био је у интимним односима са чувеном куртизаном Гнатеном. Атенеј цитира комичног песника Махона у прилог овој тврдњи. Махон је такође извор тврдње да је Дифил глумио у својим комадима.
Анонимни есеј о комедији из антике извештава да је Дифил написао 100 драма. Од ових 100 драма, сачувано је 59 наслова и 137 фрагмената (или цитата). Из постојећих фрагмената, чини се да су Дифилове драме представљале многе ликове који су сада првенствено повезани са комедијама римског писца Плаута, који је превео и адаптирао бројне Дифилове драме. Разметљиви војници, опсежни кувари, куртизане и паразити, се  појављују у фрагментима. За разлику од својих успешнијих савременика, Менандра и Филемона, Дифил је изгледа дао предност митолошким темама тако популарним у средњој комедији.
Сачувани фрагменти његових дела објављени су у делу: R. Kassel-C. Austin, "Poetae Comici Graeci" (PCG) vol. 5 (previously in T. Kock, Comicorum Atticorum fragmenta ii; see J. Denis, La Comédie grecque (1886), ii. p. 414; R.W. Bond in "Classical Review" 24(1) (Фебруар 1910).
Наводи се да је био веома вешт у изградњи заплета.
Према једанаестом издању Енциклопедије Британике:
Стил Дифилуса био је једноставан и природан, а његов језик углавном je атички; посвећивао је велику пажњу стиховима и веровало се да је измислио посебан тип метрике. Стари писци нису били сигурни да ли га треба сврстати међу писце нове или средње комедије. Због своје склоности према митолошким темама (Херакле, Тезеј) и увођењу на сцену (одважним анахронизмом) песника Архилоха и Хипонакса као ривала Сапфо, приближава се духу средење комедије.

## Сачувани наслови и фрагменти
- Adelphoi (Brothers)
- Agnoia (Ignилиance, као други могући аутор се наводи Калијад)
- Airesiteiches
- Aleiptria (The Female Oiler, или Masseuse)
- Amastris (Amastris), или Athenaeus
- Anagyros
- Anasozomenoi (The Rescued Men)
- Aplestos (Insatiable)
- Apobates (The Trick-Rider)
- Apolipousa (The Woman Who Leaves)
- Balaneion (The Bath-house)
- Boiotios (The Man From Boeotia)
- Chrysochoos  (The Goldsmith)
- Gamos  (Marriage)
- Danaides (The Daughters of Danaus)
- Diamartanousa (The Woman Who Is Failing Utterly)
- Elaion (The Olive-Grove) или Phrourountes (The Watchers)
- Emporos  ("The Merchant")
- Enagismata (Offerings to the Dead)
- Enkalountes (The Accusers)
- Epidikazomenos (The Claimant)
- Epikleros  (The Heiress)
- Epitrope, или Epitropeus
- Hecate (Hecate)
- Helleborizomenoi ("People Taking Hellebore")
- Herakles (Hercules)
- Heros (The Hero)
- Kitharodos (The Citharode)
- Kleroumenoi (Those Casting Lots)
- Lemniai (Women from Lemnos)
- Mainomenos (The Madman)
- Mnemation  (The Little Tomb, или The Monument)
- Onagros  (The Wild Donkey)
- Paiderastai  (The Pederasts)
- Pallake  (The Concubine)
- Parasitos  (The Parasite)
- Peliades (Daughters of Pelias)
- Philadelphos (The Brother-Loving Man)
- Phrear  (The Well)
- Pithraustes (Tithraustes)
- Plinthophoros  ("The Brick-Carrier")
- Polypragmon  (The Busybody)
- Pyrrha (The Red-Haired Woman, или Pyrrha)
- Sappho (Sappho)
- Sikelikos (The Sicilian Man, као алтернативни аутор наводи се Филепом)
- Schedia  (The Raft)
- Synapothneskontes  (Men Dying Together)
- Syntrophroi
- Synoris
- Telesias
- Thesaurus (The Treasure)
- Theseus
- Zographos  (The Painter)